# Fernmeldeturm Hünenburg
Der Fernmeldeturm Hünenburg ist ein 164 m hoher Fernmeldeturm der Deutschen Funkturm, einer Tochterfirma der Deutschen Telekom. Er wurde 1972 von der Deutschen Bundespost auf der Hünenburg in Bielefeld im heutigen Bezirk Brackwede errichtet. Der Typenturm vom Typ FMT 3/72 ist für die Öffentlichkeit nicht zugänglich. In unmittelbarer Nachbarschaft steht der außer Betrieb gesetzte alte Fernmeldeturm, der heute als Aussichtsturm genutzt wird.
Der Fernmeldeturm Hünenburg besitzt in 40 m Höhe einen zylindrischen Betriebsraum mit 2.500 Kubikmeter Volumen. Auf diesem befindet sich in 49,6 m Höhe eine Plattform mit Richtfunkantennen. Eine zweite kleinere Plattform mit Richtfunkantennen trägt der Turm in 55 m Höhe. Weitere Plattformen für kleinere Richtfunkantennen existieren in 89 m und 123,5 m Höhe. Am rot-weiß gestrichenen Antennenträger zwischen 123,5 m und 146,25 m sind im unteren Bereich LogPer-Antennen für UKW-Rundfunk und ab 135 m VHF-Dipolantennen zur DAB+-Ausstrahlung angebracht. Die Spitze ab 146,5 m Höhe bildet ein GFK-Zylinder, der nach einem Austausch im Juli 2018 leistungsfähigere UHF-Sendeantennen enthält.
Darüber hinaus ist der Fernmeldeturm das höchste Bauwerk von Bielefeld.

## Frequenzen und Programme

### Analoger Hörfunk (UKW)
Das UKW-Programm BFBS 1 wurde vom 2. Januar 1986 bis einschließlich 26. April 2020 mit einer beträchtlichen Leistung von 70,8 kW auf der Frequenz 103,0 MHz gesendet. Nach dem Abzug eines Großteils der britischen Streitkräfte wurde diese letzte reichweitenstarke BFBS-Frequenz in Deutschland aufgegeben und stattdessen Sender mit regional empfangbaren Frequenzen am Truppenübungsplatz Paderborn-Sennelager, in Herford, Minden und Gütersloh (Friedrichsdorf) für BFBS Germany in Betrieb genommen.
Die Übertragungskapazität ist der Landesanstalt für Medien NRW zugeordnet worden und wurde als zentraler Bestandteil einer landesweiten UKW-Frequenzkette dem privaten Hörfunkprogramm für junge Erwachsene NRW1 zugewiesen, welches am 8. August 2025 durch bigFM NRW ersetzt wurde.
| Frequenz (MHz) | Programm  | RDS PS   | RDS PI | ERP (kW) | Antennendiagramm rund (ND) / gerichtet (D) | Polarisation horizontal (H) / vertikal (V) |
| -------------- | --------- | -------- | ------ | -------- | ------------------------------------------ | ------------------------------------------ |
| 103,0          | bigFM NRW | bigFM___ | 149E   | 70,8     | D (310-260°)                               | H                                          |

### Digitales Radio (DAB / DAB+)
Seit dem 25. Mai 2012 strahlt der Fernmeldeturm Hünenburg digitalen Hörfunk auch in DAB+ aus. Die Übertragung des ersten bundesweiten Multiplex erfolgt in vertikaler Polarisation auf DAB-Kanal 5C im Gleichwellennetz mit anderen Sendern. Zusätzlich wird seit 2. September 2020 das Programmangebot des Westdeutschen Rundfunks nach neunjähriger Pause wieder verbreitet. Der von Antenne Deutschland betriebene zweite bundesweite Multiplex ist am 5. Oktober 2020 auf Sendung gegangen und das landesweite Angebot von audio.digital NRW am 29. Oktober 2021 hinzugekommen.
| Block                        | Programme (Datendienste) | ERP (kW) | Antennen- diagramm rund (ND)/ gerichtet (D) | Gleichwellennetz (SFN) |
| ---------------------------- | --- | -------- | ------------------------------------------- | --- |
| 5C DR Deutschland (D__00188) | DAB+ Block der Media Broadcast: - Absolut relax (72 kbps) - Dlf (104 kbps) - Dlf Kultur (112 kbps) - Dlf Nova (104 kbps) - DRadio DokDeb (48 kbps) - Energy Digital (72 kbps) - ERF Plus (64 kbps) - Klassik Radio (72 kbps) - Radio Bob (72 kbps) - Radio Horeb (48 kbps) - Radio Schlagerparadies (64 kbps) - Schwarzwaldradio (64 kbps) - sunshine live (72 kbps) - DRadio Daten (32 kbps Daten) - EPG Deutschland (16 kbps Daten) - TPEG (16 kbps Daten) - TPEG_MM (16 kbps Daten) | 10       | ND                                          | - Baden-Württemberg: Aalen, Baden-Baden (Fremersberg), Bad Mergentheim, Blauen, Brandenkopf, Donaueschingen, Feldberg im Schwarzwald, Freiburg (Vogtsburg-Totenkopf), Geislingen (Oberböhringen), Großerlach (Hohe Brach), Heidelberg (Königstuhl), Heilbronn (Schweinsberg), Hochrhein (Rickenbach), Hornisgrinde, Pforzheim (Schömberg-Langenbrand), Raichberg, Ravensburg (Höchsten), Reutlingen, Stuttgart (Frauenkopf), Ulm (Kuhberg) - Bayern: Amberg (Hirschau), Aschaffenburg (Pfaffenberg), Augsburg (Hotelturm), Bad Tölz (Gaißach), Balderschwang, Bamberg (Geisberg), Büttelberg, Brotjacklriegel, Dillberg, Grünten, Herzogstand, Hochberg (Traunstein), Hoher Bogen, Inntal (Ebbs), Ingolstadt (Gelbelsee), Kreuzberg/Rhön, Landshut (Altdorf), München (Olympiaturm), Nennslingen (Büchelberg), Nürnberg, Oberammergau, Ochsenkopf, Passau, Pfänder, Pfaffenhofen, Pfarrkirchen, Pfronten, Regensburg (Hohe Linie), Unterringingen, Untersberg, Wendelstein (Bayrischzell), Würzburg (Frankenwarte) - Berlin: Berlin (Alexanderplatz), Berlin (Scholzplatz) - Brandenburg: Bad Belzig, Booßen, Brandenburg/Havel, Calau, Casekow, Cottbus, Eberswalde (geplant), Eisenhüttenstadt, Neuruppin (geplant), Petkus, Pritzwalk, Templin - Bremen: Bremen (Walle), Bremerhaven-Schiffdorf - Hamburg: Hamburg (Moorfleet), Hamburg (Heinrich-Hertz-Turm) - Hessen: Bad Hersfeld (Rimberg), Biedenkopf (Sackpfeife), Fulda (Hummelskopf), Frankfurt (Europaturm), Gelnhausen (Schnepfenkopf), Gießen (Dünsberg), Großer Feldberg, Hardberg, Hohe Wurzel, Hoher Meißner, Kassel (Habichtswald), Mainz-Kastel - Mecklenburg-Vorpommern: Garz (Rügen), Güstrow, Malchin, Neubrandenburg-Süd, Neustrelitz (geplant), Rostock (Toitenwinkel), Röbel, Schwerin (Zippendorf-Gr.Dreesch), Torgelow, Wismar/Rüggow, Züssow - Niedersachsen: Aurich-Popens, Braunschweig (Broitzem), Braunschweig (Drachenberg), Cuxhaven-Stadt, Dannenberg, Göttingen (Bovenden-Osterberg), Hannover (Telemax), Lingen, Lüneburg-Neu Wendhausen, Molbergen-Peheim, Osnabrück (Bramsche-Schleptruper Egge), Hildesheim (Sibbesse), Steinkimmen, Uelzen, Visselhövede, Wilhelmshaven - Nordrhein-Westfalen: Aachen (Karlshöhe), Bergneustadt-Wiedenest (R), Bielefeld (Hünenburg), Bonn (Venusberg), Dortmund (Florianturm), Düsseldorf (Rheinturm), Eggegebirge, Herscheid, Hochsauerland (Hunau), Hürtgenwald-Großhau, Köln (Colonius), Langenberg, Lügde-Rischenau (Köterberg), Meschede (geplant), Minden (Jakobsberg), Münster (Fernmeldeturm), Schöppingen, Siegen-Süd, Wesel - Rheinland-Pfalz: Bad Kreuznach (Schanzenkopf), Bad Marienberg (Westerwald), Bornberg, Daun (Eifel), Edenkoben (Kalmit), Heckenbach-Schöneberg (Ahrweiler), Haardtkopf (geplant), Idar-Oberstein, Kaiserslautern, Kettrichhof, Koblenz (Kühkopf), Schnee-Eifel (geplant), Trier (Petrisberg) - Saarland: Merzig-Merchingen, Saarbrücken (Schoksberg) - Sachsen: Chemnitz, Dresden, Geyer, Leipzig, Löbau, Neustadt, Freiberg (Niederschöna), Oschatz, Schöneck, Zwickau Ost - Sachsen-Anhalt: Brocken, Burg, Dequede, Petersberg, Pettstädt (Weißenfels), Schneidlingen, Wittenberg - Schleswig-Holstein: Bungsberg, Bredstedt, Flensburg, Garding, Heide, Helgoland, Hennstedt, Itzehoe, Kiel (Kronshagen), Lübeck (Stockelsdorf), Schleswig, Niebüll (Süderlügum), Westerland (Sylt) - Thüringen: Bleßberg (Sonneberg), Erfurt-Hochheim, Gera, Inselsberg, Jena (Oßmaritz), Kulpenberg, Lobenstein (Sieglitzberg), Saalfeld (Remda), Weimar (Ettersberg) |
| 5D Antenne DE (D__00364)     | DAB-Block von Antenne Deutschland: - 80s80s (72 kbps) - 90s90s (72 kbps) - Absolut Bella (72 kbps) - Absolut Germany (72 kbps) - Absolut Hot (72 kbps) - Absolut Oldie (72 kbps) - Absolut Top 2000er (72 kbps) - AIDAradio (72 kbps) - Ballermann Radio (72 kbps) - Beats Radio (72 kbps) - Brillux Radio (72 kbps) - Nostalgie (72 kbps) - Oldie Antenne (72 kbps) - RTL Radio (72 kbps) - Rock Antenne (72 kbps) - Toggo Radio (72 kbps)                                            | 10       | ND                                          | - Bayern: Amberg (Hirschau), Bamberg (Geisberg), Ingolstadt (Gelbelsee), Kreuzberg/Rhön, Nürnberg, Ochsenkopf, Pfaffenhofen, Regensburg (Hohe Linie), Würzburg (Frankenwarte) - Berlin: Berlin (Alexanderplatz), Berlin (Scholzplatz) - Brandenburg: Casekow, Cottbus, Pritzwalk - Bremen: Bremen (Walle) - Hamburg: Hamburg (Heinrich-Hertz-Turm) - Mecklenburg-Vorpommern: Rostock (Toitenwinkel), Schwerin (Zippendorf-Gr.Dreesch), Züssow - Niedersachsen: Braunschweig (Broitzem), Cuxhaven-Stadt, Göttingen (Bovenden-Osterberg), Hannover (Telemax), Hildesheim (Sibbesse/Griesberg), Lüneburg-Neu Wendhausen, Molbergen-Peheim, Osnabrück (Bramsche-Schleptruper Egge), Visselhövede - Nordrhein-Westfalen: Bielefeld (Hünenburg), Minden (Jakobsberg) - Sachsen: Dresden, Geyer, Leipzig, Löbau/Schafberg, Oschatz, Schöneck - Sachsen-Anhalt: Brocken, Burg, Petersberg, Wittenberg - Schleswig-Holstein: Flensburg, Heide, Kiel (Kronshagen), Lübeck (Stockelsdorf) - Thüringen: Erfurt-Hochheim, Gera, Inselsberg, Jena (Oßmaritz), Kulpenberg, Lobenstein (Sieglitzberg), Weimar (Ettersberg) |
| 9D Mein NRW DAB+ (D__00517)  | DAB-Block von audio.digital NRW: - 80er Radio Harmony (72 kbps) - Antenne NRW (72 kbps) - bigFM (NRW) (72 kbps) - Energy NRW (72 kbps) - Kulthitradio (72 kbps) - Noxx (72 kbps) - bigFM NRW (72 kbps) - Oldie Antenne (72 kbps) - Radio 21 NRW (72 kbps) - Radio Bollerwagen (72 kbps) - Radio Paloma (NRW) (72 kbps) - Radio Paradiso (72 kbps) - Radio Teddy NRW (72 kbps) - Rock Antenne (72 kbps) - Schlager Radio (NRW) (72 kbps) - Star FM (72 kbps)                            | 10       | ND                                          | - Region Aachen: Aachen (Karlshöhe) - Bergisches Land: Wuppertal (Küllenhahn) - Rheinland: Bonn (Venusberg), Köln (Colonius) - Rhein-Ruhr: Düsseldorf (Rheinturm), Essen, Wesel - Ruhrgebiet: Dortmund (Florianturm) - Münsterland: Münster (Fernmeldeturm), Schöppingen - Ostwestfalen-Lippe: Bielefeld (Hünenburg), Eggegebirge, Lügde-Rischenau (Köterberg), Minden (Jakobsberg) - Südwestfalen: Herscheid, Hochsauerland (Hunau), Siegen-Süd |
| 11D Radio für NRW (D__00236) | - 1 Live (88 kbps) - 1 Live diggi (88 kbps) - WDR 2 Rhein-Ruhr (RR) (88 kbps) - WDR 2 Ostwestfalen-Lippe (OW) (88 kbps) - WDR 2 Südwestfalen (SW) (88 kbps) - WDR 3 (120 kbps) - WDR 4 Rhein-Ruhr (RR) (88 kbps) - WDR 4 Ostwestfalen-Lippe (OW) (88 kbps) - WDR 4 Südwestfalen (SW) (88 kbps) - WDR 5 (88 kbps) - WDRcosmo (80 kbps) - WDR Maus (80 kbps) - WDR Event (56 kbps) - WDR EPG (8 kbps) - ARD TPEG (16 kbps)                                                               | 10       | ND                                          | - Region Aachen: Aachen (Stolberg-Donnerberg), Eifel (Dahlem-Bärbelkreuz) - Bergisches Land: Engelskirchen (Hohe Warte), Gummersbach (Kerberg), Remscheid (Hohenhagen), Wuppertal (Auf der Königshöhe) - Rheinland: Bonn (Venusberg), Köln (Kölnturm) - Rhein-Ruhr: Düsseldorf (Rheinturm), Gelsenkirchen-Scholven, Kleve (Bresserberg), Langenberg (Hordtberg), Viersen (Süchtelner Höhen) - Ruhrgebiet: Dortmund (Florianturm) - Münsterland: Ibbenbüren (Blomenkamp), Münster (Nottuln-Baumberge), Oelde (Mackenberg), Schöppingen - Ostwestfalen-Lippe: Bad Oeynhausen (P.Westf.-Wittekindsberg), Bielefeld (Hünenburg), Herford (Eggeberg), Höxter (Holzminden), Stemwede (Arrenkamp), Teutoburger Wald (Bielstein), Warburg, Willebadessen (Eggegebirge) - Südwestfalen: Biedenkopf (Sackpfeife), Ederkopf (Oberste Henn), Hallenberg (Bollerberg), Hochsauerland (Hunau), Lennestadt (Kuhhelle), Meschede, Nordhelle, Olsberg, Siegen (Giersberg) |

### Digitales Fernsehen (DVB-T / DVB-T2)
In Ostwestfalen-Lippe erfolgte die Umstellung auf den DVB-T2-Standard mit HEVC Bildcodierung am 25. April 2018. Das private Programmangebot von Freenet TV, welches wegen eines verzögerten Antennentauschs erst am 20. August 2018 hinzukam, wird vom Fernmeldeturm Hünenburg im Gleichwellenbetrieb mit den Standorten Osnabrück (Schinkelturm) und Münster (Stadt) gesendet. Optional lassen sich zusätzliche im WDR-Angebot und bei Freenet TV connect als Verknüpfung enthaltene Programme über eine Internetverbindung wiedergeben, falls das Empfangsgerät HbbTV (ab Version 1.5) unterstützt (WDR via IP: ARD-alpha HD, BR FS Süd HD, hr-fernsehen HD, rbb Berlin HD und SR Fernsehen HD).
Folgende DVB-T2-Bouquets werden übertragen:
| Kanal | Frequenz (MHz) | Multiplex                                   | Programme im Multiplex | ERP (kW) | Antennen- diagramm rund (ND)/ gerichtet (D) | Polarisation horizontal (H)/ vertikal (V) | SFN mit                                                                  |
| ----- | -------------- | ------------------------------------------- | --- | -------- | ------------------------------------------- | ----------------------------------------- | ------------------------------------------------------------------------ |
| 24    | 498            | Freenet TV Mux 1                            | - RTL HD (NRW mit RTL West) - RTL II HD - Super RTL HD - VOX HD - n-tv HD - NITRO HD - Tele 5 HD                                                                                  | 32       | ND                                          | H                                         | Bielefeld (Hünenburg), Münster (Stadt), Osnabrück (Schinkelturm)         |
| 26    | 514            | WDR Mux 2                                   | - phoenix HD - tagesschau24 HD - mdr Fernsehen (Sachsen-Anhalt) HD - NDR Fernsehen HD (Niedersachsen) - SWR Fernsehen Rheinland-Pfalz HD                                          | 20       | ND                                          | H                                         | Bielefeld (Hünenburg), Minden (Jakobsberg), Teutoburger Wald (Bielstein) |
| 27    | 522            | Freenet TV Mux 2                            | - ProSieben HD - Sat.1 HD (NRW mit 17:30 Sat.1) - kabel eins HD - ProSieben Maxx HD - Sat.1 Gold HD - sixx HD - sport1 HD                                                         | 32       | ND                                          | H                                         | Bielefeld (Hünenburg), Münster (Stadt), Osnabrück (Schinkelturm)         |
| 31    | 554            | WDR Mux 1 (BI / SI) Anm.                    | - Das Erste HD - WDR Fernsehen (Bielefeld) HD - WDR Fernsehen (Siegen) HD - arte HD - one HD                                                                                      | 20       | ND                                          | H                                         | Bielefeld (Hünenburg), Minden (Jakobsberg), Teutoburger Wald (Bielstein) |
| 33    | 570            | Gemischter Multiplex von ZDF und freenet TV | - ZDF HD - 3sat HD - KiKa HD - ZDFneo HD - ZDFinfo HD - freenet TV connect (HbbTV-Dienst mit mehreren Streams, HbbTV v1.5 erforderlich)                                           | 20       | ND                                          | H                                         | Bielefeld (Hünenburg), Minden (Jakobsberg), Teutoburger Wald (Bielstein) |
| 39    | 618            | Freenet TV Mux 3                            | - WELT HD - DMAX HD - Eurosport1 HD - Disney Channel HD - nick HD / CC +1 HD - VOXup HD - bibel.TV (FTA) - QVC (FTA) - QVC 2 (FTA) - HSE24 (FTA) - 123.live (FTA) - Shop LC (FTA) | 32       | ND                                          | H                                         | Bielefeld (Hünenburg), Münster (Stadt), Osnabrück (Schinkelturm)         |

 Sendeparameter 
| Verwendet von (HD-Programme pro Mux) | Modulations- verfahren | Coderate | FFT-Modus    | Guard- intervall | Pilottöne       | Datenrate [Mbit/s] |
| ------------------------------------ | ---------------------- | -------- | ------------ | ---------------- | --------------- | ------------------ |
| Freenet TV (5–7)                     | 64-QAM                 | 2/3      | 32k extended | 1/16             | Pilot Pattern 4 | 27,6               |
| ZDF (5)                              | 64-QAM                 | 3/5      | 16k extended | 19/128           | Pilot Pattern 2 | 22,0               |
| WDR Mux I (5)                        | 64-QAM                 | 1/2      | 16k extended | 19/256           | Pilot Pattern 2 | 19,5               |
| WDR Mux II (5)                       | 64-QAM                 | 1/2      | 16k extended | 19/128           | Pilot Pattern 2 | 18,2               |

### Analoges Fernsehen
Die Verbreitung der öffentlich-rechtlichen Programme ZDF und WDR Fernsehen (Bielefeld) in analogem PAL wurde zum 29. Mai 2006 eingestellt. Bis zum DVB-T Umstieg in der Region Düsseldorf/Ruhrgebiet am 8. November 2004 wurden folgende Programme gesendet:
| Kanal | Frequenz (MHz) | Programm                    | ERP (kW) | Sendediagramm rund (ND)/ gerichtet (D) | Polarisation horizontal (H)/ vertikal (V) |
| ----- | -------------- | --------------------------- | -------- | -------------------------------------- | ----------------------------------------- |
| 33    | 567,25         | ZDF                         | 317      | ND                                     | H                                         |
| 36    | 591,25         | VOX                         | 0,5      | D                                      | H                                         |
| 38    | 607,25         | Sat.1 (Nordrhein-Westfalen) | 0,126    | D                                      | H                                         |
| 46    | 671,25         | WDR Fernsehen (Bielefeld)   | 500      | ND                                     | H                                         |
| 59    | 775,25         | RTL (Nordrhein-Westfalen)   | 1        | D                                      | H                                         |

## Erneuerung der Spitze 2018
Am 26. Juli 2018 wurde die Spitze vom Schweizer Spezialunternehmen Swiss Helicopter vormals Heliswiss mit einem Transporthubschrauber des Typs Kamow Ka-32A12 ausgetauscht, um sechs DVB-T2-Multiplexe über leistungsfähige UHF-Sendeantennen abzustrahlen. Dabei wurde mit dem Helikopter zunächst ein Zwischenring als Verbindungssegment montiert, bevor der 15 m hohe und 4,3 Tonnen schwere GFK-Zylinder mit einem Durchmesser von ca. 1,6 m auf den Turm aufgesetzt werden konnte.

## Aussichtsturm

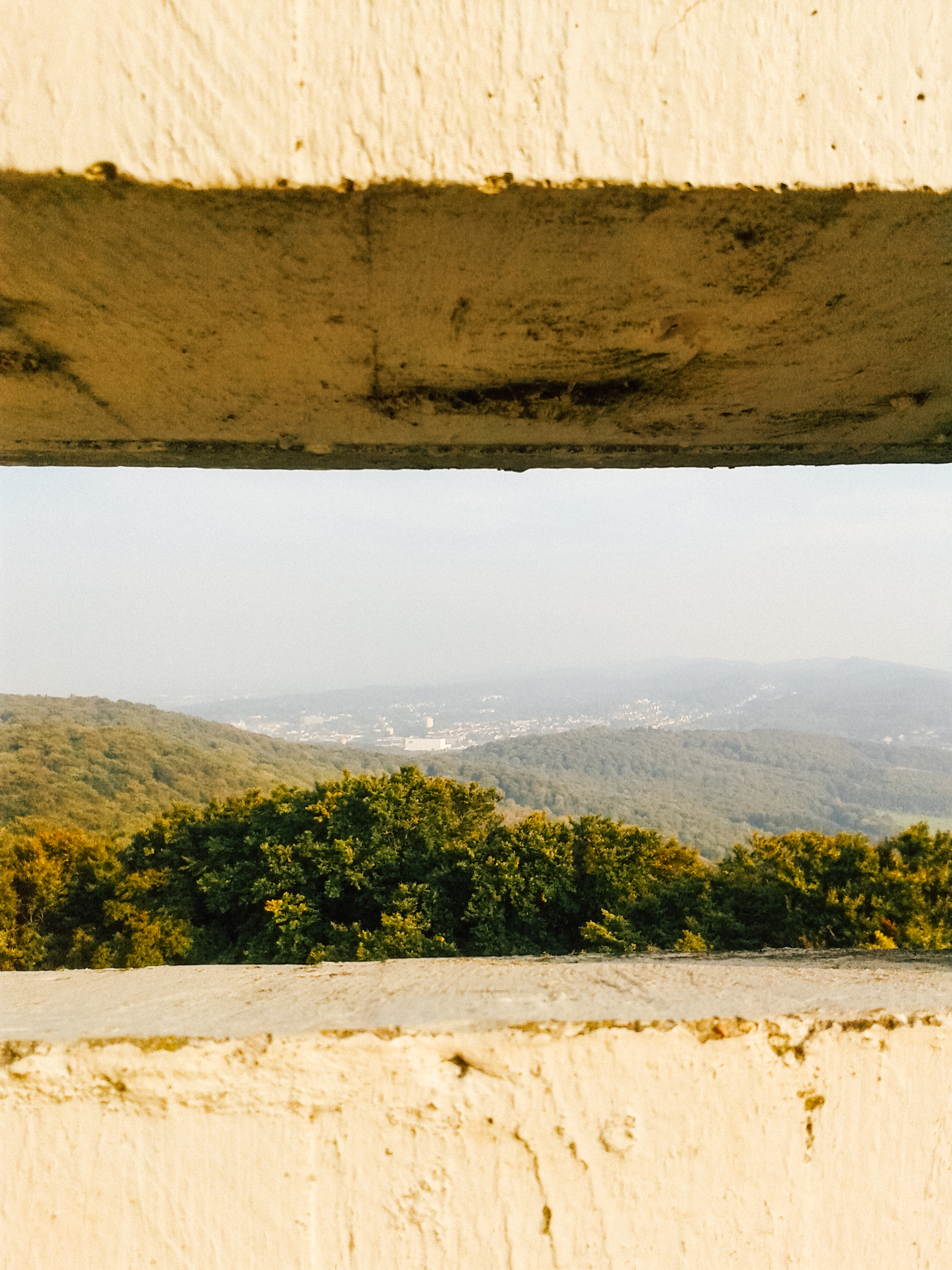
Aussicht vom Fernmeldeturm Hünenburg

Bereits 1952 ließ die Deutsche Bundespost auf dem Hünenberg einen Fernmeldeturm errichten. Er wurde für die FREDA-Richtfunkgeräte (Frequenzmodulierte Dezimeterwellen-Anlage) der Fernseh-Übertragungsstrecke Hamburg–Köln des damaligen NWDR benötigt. Dieser Turm wurde 1972 mit der Errichtung des neuen Typenturms überflüssig und zurückgebaut, wobei die Antennenplattformen entfernt und einige Zwischendecken eingezogen wurden. Heute wird er als Aussichtsturm mit Café und einem Museum zur Geschichte des Hünenbergs genutzt. Von der 40 Meter hohen Aussichtsplattform mit Rundumsicht kann ein weiter Blick über den Teutoburger Wald geworfen werden.